# Näätämö
Näätämö (Finnisch) oder Njauddâm (Skoltsamisch),  (auch Njávdán auf Nordsamisch und Neiden auf Norwegisch) ist ein Dorf in der Gemeinde Inari in Finnisch-Lappland. Es liegt im Norden des Gemeindegebiets rund 150 km nordöstlich der Ortschaft Inari nur wenige Kilometer von der Grenze zu Norwegen entfernt. Näätämö liegt an der Regionalstraße 971, die von Kaamanen zum Grenzübergang nach Norwegen und weiter nach Kirkenes führt. Im Dorf leben Samen und Finnen. Im Ortskern gibt es 2 Supermärkte mit Tankstellen sowie ein Motel mit Restaurant.

## Geschichte
Zusammen mit dem heute in Norwegen liegenden Neiden bildete Näätämö ursprünglich die westlichste skoltsamische Siida.
Die ursprünglich zusammenhängende Siedlung wurde 1852 offiziell geteilt. Diese Grenzziehung zwischen Schweden-Norwegen auf der einen und dem Großfürstentum Finnland auf der anderen Seite behinderte die grenzüberschreitende Rentierzucht und Fischerei und machte die traditionelle Wirtschaft der Lokalbevölkerung teilweise unmöglich.